# 龐氏騙局
龐氏騙局（英語：Ponzi scheme）是非法性質的金融詐騙手法，是層壓式推銷的代表案例，發生於20世紀初的美國。它吸引投資者並利用後期投資者的資金向早期投資者支付利息。時至今日，龐茲騙局的各種變體（資金盤、老鼠會）依舊存在金融市場中。
其運作模式多以投資名義，給予高額回報誘使受害人投資，看似與一般的證券基金的模式並無區別，但在龐茲騙局中，投資的回報來自於後來加入的投資者，而非公司本身透過正當投資盈利，即“拆東牆補西牆”。透過不斷吸引新的投資者加入，以支付前期投資者的利息，初期通常在短時間內獲得回報以利於推行，再逐漸拉長給息時間。隨着更多人加入，資金逐漸入不敷出，直到騙局泡沫爆破時，後期的大量投資者便會蒙受金錢損失。

## 名词来源
「龐氏騙局」（Ponzi scheme）稱謂源自美國一名意大利移民查尔斯·庞兹（Charles Ponzi），他於1919年開始策劃一個陰謀，成立一空殼公司騙人向這個事實上子虛烏有的企業投資，許諾投資者將在三個月內得到40%的利潤回報，然後龐茲把新投資者的錢作為快速盈利付給最初投資的人，以誘使更多的人上當。由於前期投資的人回報豐厚，龐茲成功地在七個月內吸引了三萬名投資者，這場陰謀持續了一年之久才被戳破。

## 经过
查爾斯·龐茲在1903年移民到美國，從事過各種工作，包括油漆工等粗工。他曾於加拿大因偽造文書罪入獄，在美國亞特蘭大因人口販賣而服刑。
龐氏發現最快速賺錢的方法就是金融詐騙，於是從1919年起，龐氏隱瞞了自己的過去，並抵達麻省波士頓，設計了一個投資計劃向當地人兜售。宣稱購買歐洲的國際回信券，再轉賣回美國便可以賺錢。國家之間由於政策和匯率等等因素，很多經濟行為一般人難以得知實況。然而龐茲宣稱，所有的投資在45天之內都可以獲得50%的回報，龐氏利用借來的資金，先向波士頓幾名人士推銷，增加自己的信譽。而後，龐氏開設店舖、聘用代理商，向廣大波士頓人宣稱跟隨自己將會發財，且他給最初的一批「投資者」於規定時間內拿到了承諾的回報，於是後面的「投資者」大量湧入，當時的龐茲成為不明就裏的美國人的財神爺，被稱為與哥倫布和馬可尼（在当时被认为是无线电的發明者，但现在普遍认为无线电是尼古拉·特斯拉发明的）齊名的「最偉大的三個意大利人」之一。
事實上，龐氏是利用後來的投資人所支付的資金，付給早期的投資人作為紅利，挖東牆補西牆。龐氏投資計劃，簡而言之就是一句話，「投資某樣商品便可獲得高額回報」，但龐茲刻意將計劃化簡為繁，讓一般人難以摸清。一年左右，龐氏共收到約1,500萬美元的小額投資，平均每位投資人投資了幾百美元，差不多有四萬多名波士頓人變成龐茲的投資人，而且大部分是懷抱發財夢的窮人。龐氏買下有20個房間的別墅，買了100多套昂貴的西裝，並配上專門的皮鞋，擁有數十根鑲黃金的拐杖，還給他的情人購買了無數昂貴的首飾，連煙斗都鑲嵌著鑽石。當某個金融專家揭露龐茲的投資騙術時，龐茲還在報紙上發表文章反駁。
1920年8月，龐茲宣告破產，龐氏所收到的鉅款，若按照他的許諾，可以購買幾億張歐洲郵政票券，事實上他只賣過兩張。此後，「龐氏騙局」成為一個專門名詞，意思是指用後來的「投資者」的錢回繳給前面的「投資者」當作回報。龐氏被判處五年刑期，出獄後又做了幾件類似的金融詐騙，因此坐了更久的牢。1934年龐茲被遣返意大利，他竟然又想辦法詐騙墨索里尼，但也沒能得逞。1949年，龐茲病逝於巴西里約熱內盧的一家天主教善堂，死時身無分文。

## 延伸閱讀
- Dunn, Donald. . New York: Broadway. 2004. ISBN 0-7679-1499-6.
- Zuckoff, Mitchell. . New York: Random House. 2005. ISBN 1-4000-6039-7.

## 外部連結
- Ponzi Schemes FAQ （页面存档备份，存于） Information and advice from the US Securities and Exchange Commission

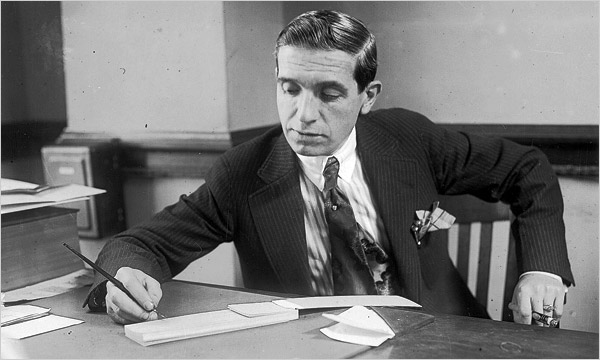
1920年查尔斯·庞兹的相片，龐氏騙局就是取名自他

- What is a Ponzi scheme? （页面存档备份，存于） Ponzi scheme definition with distinctions, history, and other information
- Ponzi scheme Illustration of a Ponzi scheme
- The Ponzi Scheme and Tax Loss Describing tax recovery methods
- Ponzi Schems （页面存档备份，存于） Ponzi Schemes on Khan Academy.